# Lorraine Island
Lorraine Island är en ö i Australien. Den ligger i delstaten Western Australia, omkring 660 kilometer öster om delstatshuvudstaden Perth. Arean är 0,11 kvadratkilometer.
Genomsnittlig årsnederbörd är 660 millimeter. Den regnigaste månaden är mars, med i genomsnitt 93 mm nederbörd, och den torraste är april, med 23 mm nederbörd.